# Trachycalymma
Trachycalymma es un género de plantas fanerógamas de la familia Apocynaceae. Contiene once especies. Es originario de África tropical.

## Descripción
Son hierbas erectas que alcanzan los 10-60 cm de altura, ramificadas, los órganos subterráneos son tubérculos.  Brotes anuales,  blanquecinos. Las hojas son sésiles o pecioladas, ligeramente ascendentes  o de propagación horizontal; herbácea de 3-16 cm de largo y 0.4-3 cm de ancho, lineales a lanceoladas u oblongas a ovadas, basalmente cuneiformes  o redondeadas, el ápice agudo, ligeramente ciliadas.
Las inflorescencias son extra-axilares, solitarias, rara vez más cortas que las hojas adyacentes o casi tan largas como las hojas adyacentes con 5-40  flores , abaxialmente con tricomas.

## Taxonomía
El género fue descrito por Arthur Allman Bullock y publicado en Kew. Bull. 1953: 348. 1953.

## Especies
- Trachycalymma amoenum
- Trachycalymma buchwaldii
- Trachycalymma cristatum
- Trachycalymma cucullatum
- Trachycalymma fimbriatum
- Trachycalymma foliosum
- Trachycalymma graminifolium
- Trachycalymma minutiflorum
- Trachycalymma pseudofimbriatum
- Trachycalymma pulchellum
- Trachycalymma shabaense